# Air Glaciers
Air Glaciers es una aerolínea  con base en Sion, Suiza. Opera como taxi aéreo, ambulancia aérea, servicios de heli-skiing, tratamiento de cultivos y algunos servicios varios.

## Historia
La aerolínea empezó sus operaciones en 1965 con un helicóptero usado como ambulancia aérea. Ahora expandió sus servicios con pequeñas aeronaves y helicópteros que transportan pasajeros entre Suiza y Córcega.

## Flota

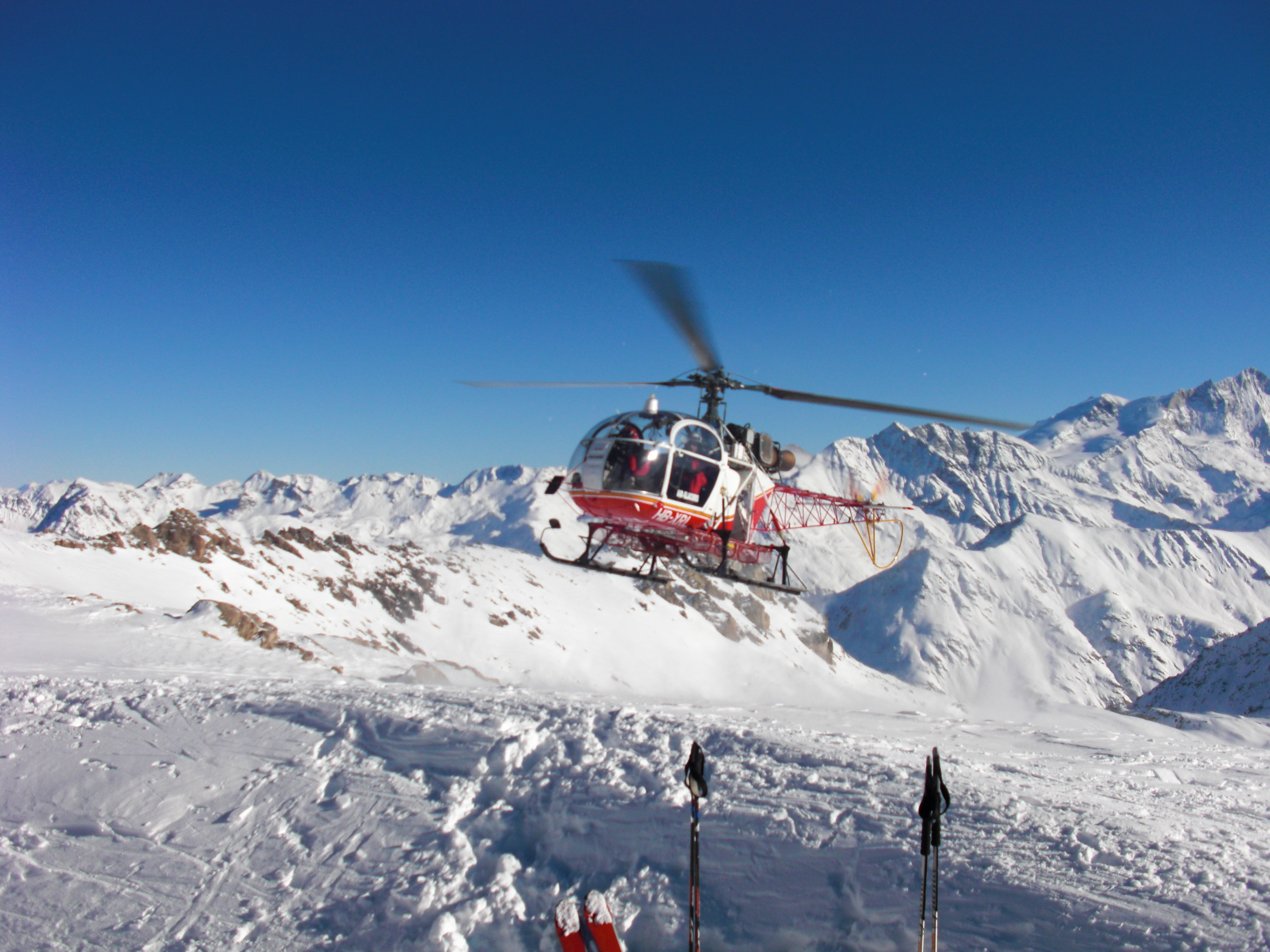
Un SA-315 B Lama de Air Glaciers acercándose a Cabane Becs de Bosson a 2983 m, en el cantón de Valais

Tiene una flota de 29 aeronaves (a fecha de 2015).